# Сандейяха
Сандейяха (устар. Сандэй-Яха) — река в России, протекает по Ямало-Ненецкому АО. Устье реки находится в 13 км по левому берегу реки Малая Мариэтта. Длина реки составляет 12 км.

## Данные водного реестра
По данным государственного водного реестра России относится к Нижнеобскому бассейновому округу, водохозяйственный участок реки — Надым. Речной бассейн реки — Надым.
Код объекта в государственном водном реестре — 15030000112115300048467.